# 烏通蓬
烏通蓬·瑪哈·蓬披尼（1715年4月13日—1796年10月21日），又譯武通賁，泰國阿瑜陀耶王朝國王，1758年曾短暫在位兩個月。越南史料稱之為昭督。
烏通蓬原名多兌（ดอกเดื่อ），是博龍瑪戈的兒子。1746年，他的哥哥探瑪提貝被弟弟埃甲他舉報與博龍瑪戈的妃子通姦，因而被處決。埃甲他希望成為副王，但博龍瑪戈認為埃甲他缺乏能力，因此立多兌為副王。
1758年，博龍瑪戈逝世，多兌繼位，成為國王烏通蓬。然而，烏通蓬面對著諸位弟弟對王位的覬覦。於是烏通蓬將三個覬覦王位的同父異母弟弟逮捕處決。已經被迫出家為僧的埃甲他還俗，迫使烏通蓬退位。埃甲他繼位為王，烏通蓬出家為僧。
1760年，雍笈牙率緬甸軍隊侵略阿瑜陀耶。埃甲他邀請烏通蓬還俗，對抗緬甸軍隊。雍笈牙在戰鬥中受傷，不久逝世，緬甸軍隊隨即撤退。烏通蓬再度出家為僧。
1767年，緬甸王辛標信派內苗·希哈巴迪率軍南侵，圍攻阿瑜陀耶城。城中缺乏有力的領導者，一片混亂。雖然暹羅人強烈邀請烏通蓬出來領導暹羅軍隊，但烏通蓬卻選擇留在寺院中。最終阿瑜陀耶城陷落。烏通蓬被緬甸軍隊擒獲，與許多阿瑜陀耶居民一起被帶到了緬甸。
烏通蓬與許多阿瑜陀耶前貴族一起被帶到了阿瓦附近，他被迫向緬甸人傳授阿瑜陀耶的歷史及宮廷習俗知識。辛標信在曼德勒附近建立一座村莊，用來安置這些暹羅人。後來烏通蓬就死在這裡。
| 前任： 博龍瑪戈 | 泰国国王 | 继任： 埃甲他 |